# Glad Rag Doll
Glad Rag Doll från 2012 är ett musikalbum med jazzsångerskan och pianisten Diana Krall. Albumet är producerat av T Bone Burnett och innehåller huvudsakligen jazzlåtar från 1920- och 30-talet, de flesta från Kralls fars samling av 78-varvare.

## Låtlista
1. "We Just Couldn't Say Goodbye" (Harry Woods) – 3:07
2. "There Ain't No Sweet Man That's Worth the Salt of My Tears" (Fred Fisher) – 4:30
3. "Just Like a Butterfly That's Caught in the Rain" (Harry Woods/Mort Dixon) – 3:43
4. "You Know, I Know Ev'rything's Made for Love" (Charles Tobias/Al Sherman/Howard Johnson) – 3:47
5. "Glad Rag Doll" (Milton Ager/Dan Dougherty/Jack Yellen) – 4:35
6. "I'm a Little Mixed Up" (Betty James/Edward Johnson) – 4:37
7. "Prairie Lullaby" (Billy Hill) – 4:22
8. "Here Lies Love" (Ralph Rainger/Leo Robin) – 5:09
9. "I Used to Love You But It's All Over Now" (Lew Brown/Albert von Tilzer) – 2:51
10. "Let it Rain" (James Kendis/Hal Dyson) – 5:44
11. "Lonely Avenue" (Doc Pomus) – 6:57
12. "Wide River to Cross" (Julie Miller/Steven Miller) – 3:51
13. "When the Curtain Comes Down" (Al Lewis/Carl Hoefle/Al Sherman) – 4:52

## Medverkande
- Diana Krall – sång, piano
- Jay Bellerose – trummor
- Keefus Ciancia – keyboards
- Howard Coward – gitarr, ukulele
- Dennis Crouch – bas
- Colin Linden – gitarr
- Marc Ribot – banjo, gitarr, ukulele
- Bryan Sutton – gitarr

## Listplaceringar
| Lista (2012) | Topplacering |
| ------------ | ------------ |
| Sverige      | 23           |
| Norge        | 21           |
| Danmark      | 13           |
| Finland      | 48           |